# Transpiracja perydermalna
Transpiracja perydermalna – transpiracja części pędu okrytej perydermą. Straty wody związane z tym procesem są niewielki i porównywalne z transpiracją kutykularną. Niskie straty są związane z wysyceniem powierzchni perydermy suberyną. Na wysokość transpiracji perydermalnej wpływają szczeliny w pni oraz przepuszczalność przetchlinek. Cechy te są specyficzne dla poszczególnych gatunków roślin.